# Діппах (комуна)
Діппах (люксемб. Dippech, фр. Dippach, нім. Dippach) — комуна Люксембургу. Входить до складу кантону Капеллен в окрузі Люксембург.

## Географія
Площа території комуни становить 17,42 км² (70-е місце за цим показником серед 116 комун Люксембургу).
Висота найвищої точки комуни над рівнем моря становить 352 метрів (96-е місце за цим показником серед комун країни), найнижчої — 277 метрів (87-е місце).

## Демографія
Станом на 2011 рік на території комуни мешкало 3 564 ос.
Динаміка чисельності населення:

## Адміністративний поділ
До складу комуни входять такі поселення:
| Поселення | Населення за даними переписів: | Населення за даними переписів: | Населення за даними переписів: |
| Поселення | на 31.03.1981                  | на 01.03.1991                  | на 15.02.2001                  |
| --------- | ------------------------------ | ------------------------------ | ------------------------------ |
| Беттанж   | 595                            | 871                            | 974                            |
| Діппах    | 505                            | 671                            | 790                            |
| Шувайлер  | 719                            | 835                            | 1 071                          |
| Спрінканж | 189                            | 211                            | 354                            |